# Sacramento Monarchs 2009
La stagione 2009 delle Sacramento Monarchs fu la 12ª e ultima nella WNBA per la franchigia.
Le Sacramento Monarchs arrivarono seste nella Western Conference con un record di 12-22, non qualificandosi per i play-off.

## Roster
| N° | Naz.                   | Ruolo | Sportivo          | Anno | Alt. | Peso |
| -- | ---------------------- | ----- | ----------------- | ---- | ---- | ---- |
| 2  | Stati Uniti (bandiera) | G     | Chelsea Newton    | 1983 | 180  | 68   |
| 3  | Stati Uniti (bandiera) | C     | Courtney Paris    | 1987 | 193  | 109  |
| 4  | Stati Uniti (bandiera) | G     | Kristin Haynie    | 1983 | 175  | 67   |
| 5  | Stati Uniti (bandiera) | G     | Scholanda Dorrell | 1983 | 180  | 68   |
| 9  | Mali (bandiera)        | GA    | Hamchétou Maïga   | 1978 | 185  | 73   |
| 14 | Stati Uniti (bandiera) | A     | Nicole Powell     | 1982 | 191  | 77   |
| 15 | Stati Uniti (bandiera) | AC    | Laura Harper      | 1986 | 196  | 86   |
| 20 | Stati Uniti (bandiera) | G     | Kara Lawson       | 1981 | 173  | 75   |
| 21 | Portogallo (bandiera)  | G     | Ticha Penicheiro  | 1974 | 180  | 72   |
| 22 | Stati Uniti (bandiera) | A     | DeMya Walker      | 1977 | 191  | 76   |
| 32 | Stati Uniti (bandiera) | A     | Rebekkah Brunson  | 1981 | 191  | 82   |
| 40 | Stati Uniti (bandiera) | G     | Lisa Willis       | 1984 | 183  | 77   |
| 42 | Stati Uniti (bandiera) | A     | Crystal Kelly     | 1986 | 188  | 86   |
| 44 | Stati Uniti (bandiera) | G     | Whitney Boddie    | 1987 | 175  | 67   |

## Staff tecnico
- Allenatori: Jenny Boucek (3-10), John Whisenant (9-12)
- Vice-allenatori: Monique Ambers, Tom Abatemarco
- Vice-allenatore per lo sviluppo dei giocatori: Lady Hardmon
- Preparatore atletico: Jill Jackson
- Preparatore fisico: Jimmy Duba